# Collegio Green, Università della Columbia Britannica
Il Collegio Green, denominazione ufficiale Green College, University of British Columbia è un centro interdisciplinare di studio e una comunità di studiosi presso l'Università della Columbia Britannica, Campus di Vancouver, fondato da Cecil Howard Green e Ida Green nel 1993.
Il collegio è una comunità residenziale di circa 100 studenti magistrali, ricercatori post dottorato, visiting professors e docenti non residenti di facoltà e programmi accademici affiliati. Il Collegio Green è uno dei collegi residenziali per studenti e studiosi in Canada, basati sul modello del cosiddetto sistema Oxbridge. Gli altri due sono il Collegio St.John dell'Università della Columbia Britannica e il Collegio Massey, dell'Università di Toronto. Il Collegio Green intrattiene collaborazioni formali con entrambi gli istituti,  così come con l'Università di Cambridge e il Collegio Gren Templeton, che pure devono la loro fondazione alla generosità di Cecil Howard Green.
Il Collegio si trova all'estremità Nord del Campus dell'Università della Columbia Britannica (UBC) di Vancouver. 
Cenare insieme è parte integrante dell'esperienza del Collegio Green. Il Collegio ospita quindi la Green College Dining Society,  che organizza e offre dieci pasti a settimana ai residenti e agli ospiti presso la grande sala della Graham House.

## Sede e strutture

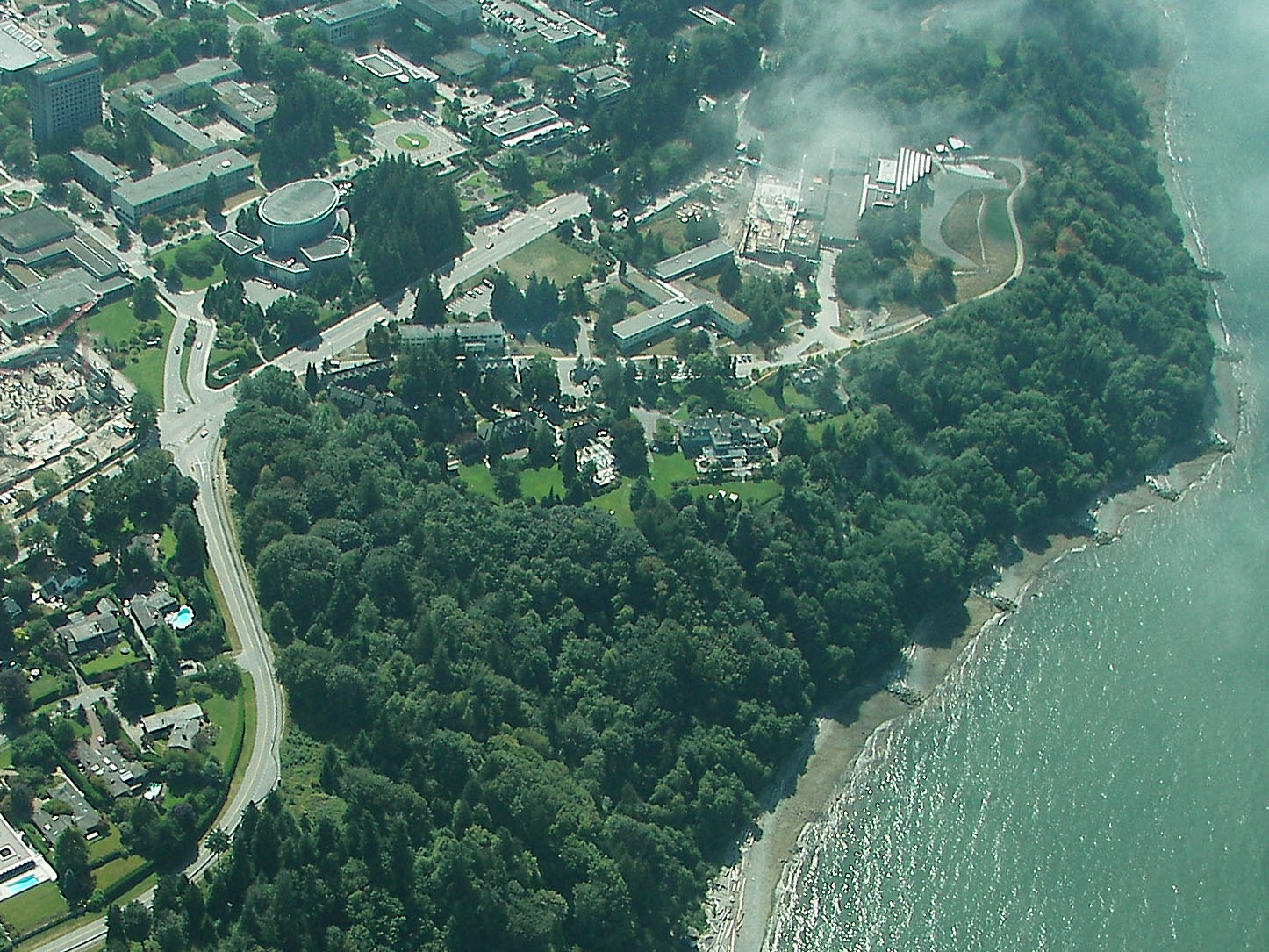
Veduta aerea del Collegio Green e dei dintorni, all'estremità del Campus dell'UBC

Il Collegio è localizzato nel campus di Vancouver  dell'Università della Columbia Britannica, sul lato nord della penisola, a picco sopra le spiagge Tower e Wreck beach e lungo la Cecil Green Park Road, subito all'angolo con la North West Marine Drive. Il Collegio è non lontano dalla Facoltà di Legge, dal Museo di antropologia dell'Università della Columbia Britannica, che comprende il dipartimento universitario omonimo, dal Chan Centre per lo spettacolo, dalla Chan Shun Concert Hall e dal complesso di edifici Buchanan.
Il Collegio Green è localizzato negli University Endowment Lands, che dipendono dalla Provincia della Columbia Britannica e non dalla città di Vancouver, pur essendo a pochi chilometri a ovest.
Il Collegio è composto da due edifici storici, la Coach House e la Graham House, la seconda delle quali è stata progettata da Maclure & Fox nel 1915, da una serie di edifici residenziali che si affacciano su di un cortile alberato, da un edificio per le ospitalità brevi. Inoltre, include una cucina comune, dei giardini e un patio. La progettazione originaria dei giardini è dovuta a Thomas H. Mawson. La Cecil Green Park House è una villa con vista sulla Baia, parte del complesso del Collegio. 
Lo stile architettonico degli edifici è coerente con lo stile tipico della costa occidentale canadese e si integra al meglio con l'ambiente naturale della foresta costiera.

## Organizzazione
Il Collegio dipende dalla Facoltà of Graduate and Post-Doctoral Studies dell'UBC. Alla testa del Collegio si trova il direttore, che dipende direttamente dal preside della Facoltà. La gestione del Collegio è affidata ad un Comitato consultivo composto da docenti, rappresentanti delle comunità, residenti del Collegio e rappresentanti di altre istituzioni parallele. I componenti accademici del Collegio hanno come riferimento anche diversi comitati di raccordo con le strutture accademiche dell'UBC.

## Storia

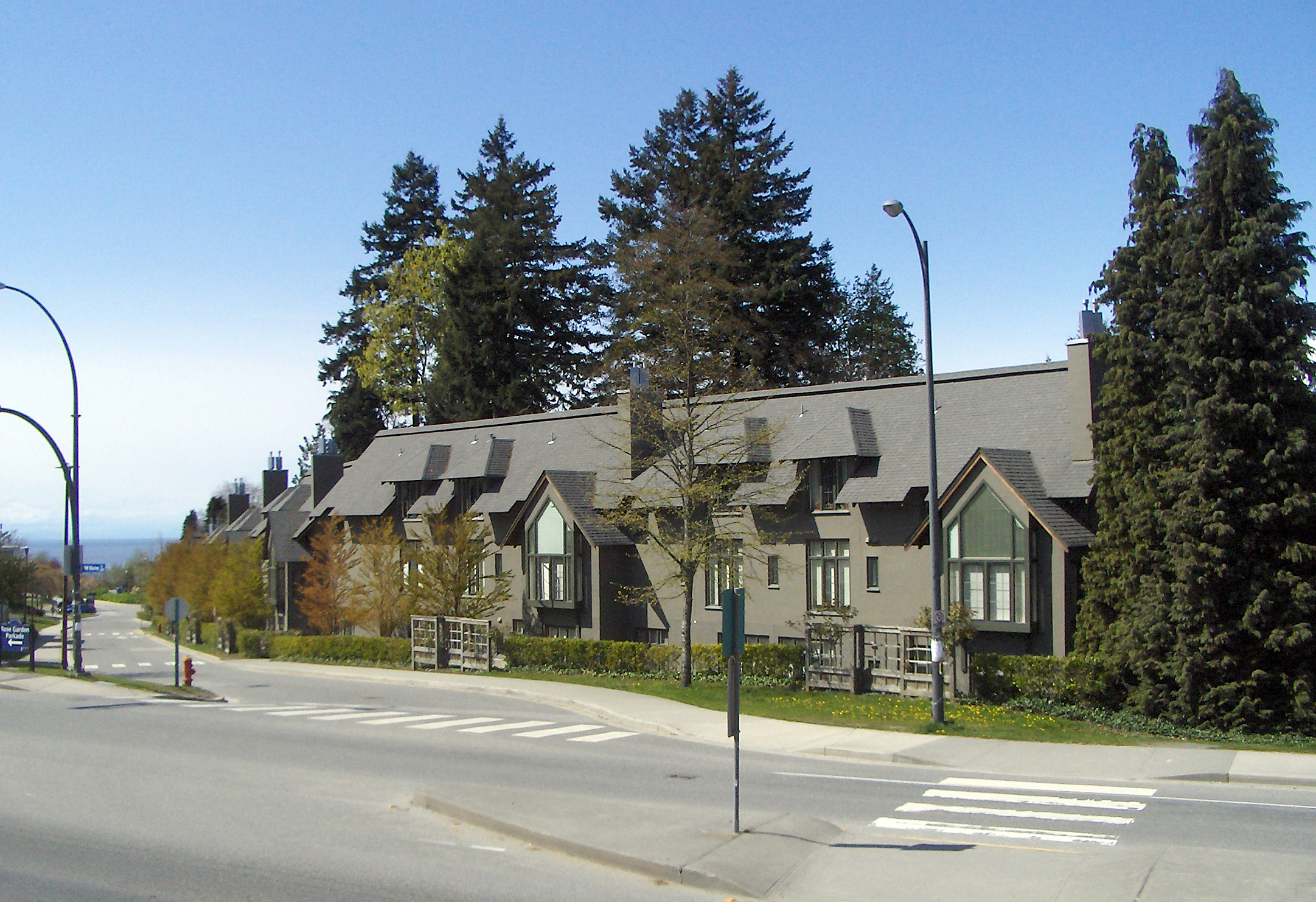
Gli edifici residenziali del Collegio Green visti da Marine Drive e dal Campus UBC

Il Collegio Green è stato fondato nel 1993 grazie alla donazione di 7 milioni di dollari da parte di Cecil H. Green e Ida Green, insieme al sostegno della Provincia della Columbia Britannica. Questa donazione ha permesso di attivare il programma di ospitalità ai professori invitati Cecil e Ida Green, a partire dal 1972.

### Fino al 1993
Gli edifici che fanno parte del Collegio esistevano anche prima della sua fondazione.
Nel 1935, un disastroso dilavamento della costa provocò un vero e proprio burrone all'estremità Est del terreno del Campus. Dopo diversi giorni di erosione, il capanno del giardino crollò nel burrone. Più avanti la forra fu riempita di detriti portati da altri terreni . Il capanno non è mai stato ricostruito. L'area dove si trovava si può individuare oggi dagli alberi più giovani e da un brusco salto di livello. 
L'anno dopo fu inaugurato un sistema di drenaggio per l'area del Campus universitario, che termina con uno scarico a spirale sotto l'estremità sud-occidentale del parcheggio sulla Cecil Green Park Road.  Due altri eventi di erosione meno drammatici sono avvenuti nel 1995 e nel 1997, quando il sistema di drenaggio non resse le acque raccolte e fu allagata l'area di parcheggio. In seguito, per evitare rischi di allagamento, è stato costruito un canale di scarico aggiuntivo. L'erosione della costa e la prevenzione di frane restano anche oggi un problema significativo per l'area Nord-Est del campus, nella quale si trovano gli edifici del Collegio.

### Il ruolo del Collegio durante il meeting APEC, 1997
Nel novembre 1997, si tenne a Vancouver la riunione dell'Asia-Pacific Economic Cooperation (APEC) con il summit finale previsto presso il Museo di Antropologia dell'UBC. Ci furono grandi polemiche quando i politici ordinarono agli ufficiali della Règia polizia a cavallo canadese di usare la forza e di usare spray urticanti per disperdere i manifestanti non-violenti. Il Collegio Green si trova molto vicino al Museo di Antropologia, lungo il percorso stradale del corteo dei partecipanti al summit APEC. Craig Jones, residente al Collegio, fu arrestato e tenuto segregato per 14 ore per aver esposto nell'area di proprietà del Collegio Green striscioni che riportavano slogan pacifici come "Free Speech", "Democracy" e "Human Rights". Di conseguenza, i residenti del Collegio esposero striscioni di protesta dalle finestre e i muri delle loro stanze e alcuni tra di loro furono tra quelli che dovettero subire la carica della Polizia armata con lo spray al peperoncino.
In seguito, dopo sei mesi dal summit APEC, il Collegio Green ospitò un "APEC-University Forum", organizzato per discutere entrambe le posizioni che si erano fronteggiate durante i tumulti di novembre.

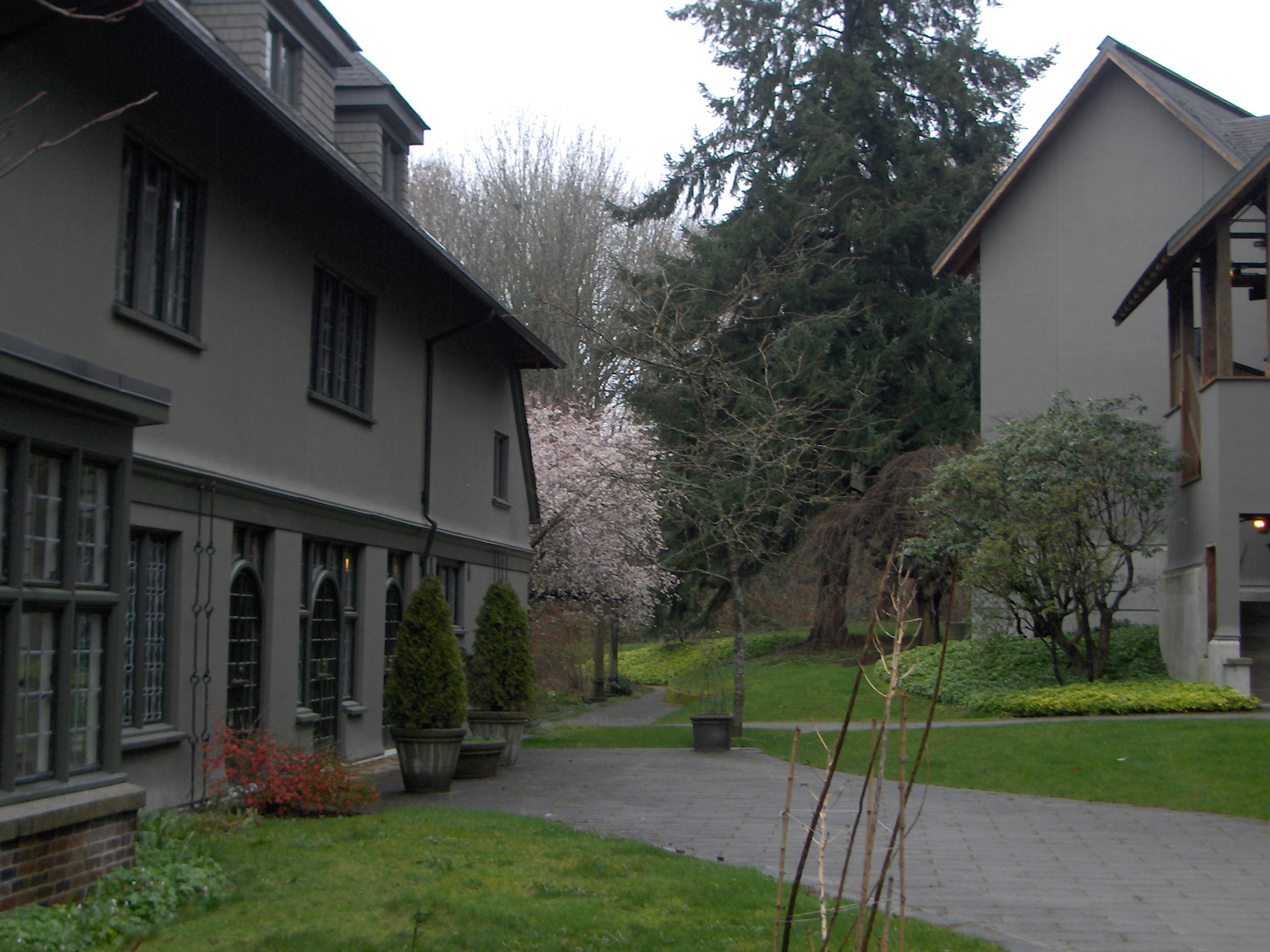
La Graham House (a sinistra) e l'ingresso all'edificio A-Nord delle residenze (a destra).

### La controversia sul contratto di ospitalità, 2006
Per sostenere i costi di mantenimento sempre in crescita, il Collegio stabilì un accordo con la UBC Housing and Conferences nel 2005-2006, perché questa si assumesse in parte i carichi del Collegio Green. Il 28 luglio 2006 i residenti ricevettero un nuovo contratto, da sottoscrivere entro pochi giorni, il 1 agosto, che prevedeva condizioni che molti non ritennero di voler accettare e che quindi decisero di non sottoscrivere. La scadenza di consegna fu rinviata diverse volte, fino a quando, il 28 agosto, non furono inviate ad almeno 23 residenti delle note di sfratto.

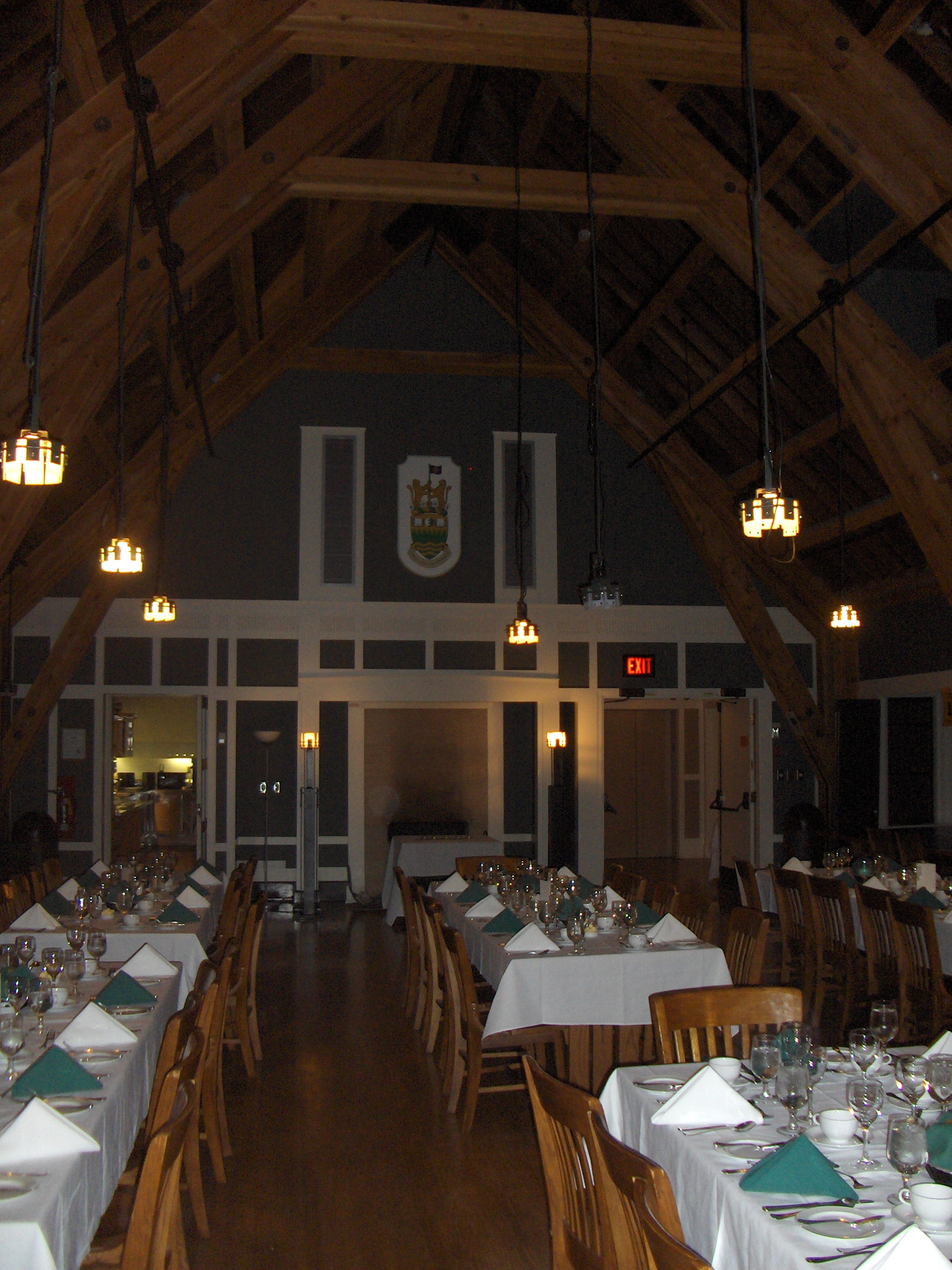
La Grande Sala al primo piano della Graham House.

## Mandato e Motto
Lo stemma del Collegio presenta due puma che reggono l'asta di una bandiera sulla sommità di uno scudo, che contiene il motto del Collegio, "Ideas and Friendship", "Idee e Amicizia". È stato registrato presso l'autorità araldica canadese il 15 gennaio 1996.
I membri del Collegio sono selezionati da un comitato sulla base della loro eccellenza accademica, gli interessi scientifici, l'impegno interdisciplinare e verso le comunità, per soddisfare "una diversa comunità". Il Collegio Green ha un'alta reputazione accademica e ha ospitato numerosi studiosi del Social Sciences and Humanities Research Council, del Natural Sciences and Engineering Research Council, borsisti Rhodes da Oxford,della Trudeau Foundation, del programma Fulbright e del programma Commonwealth.

## Attività

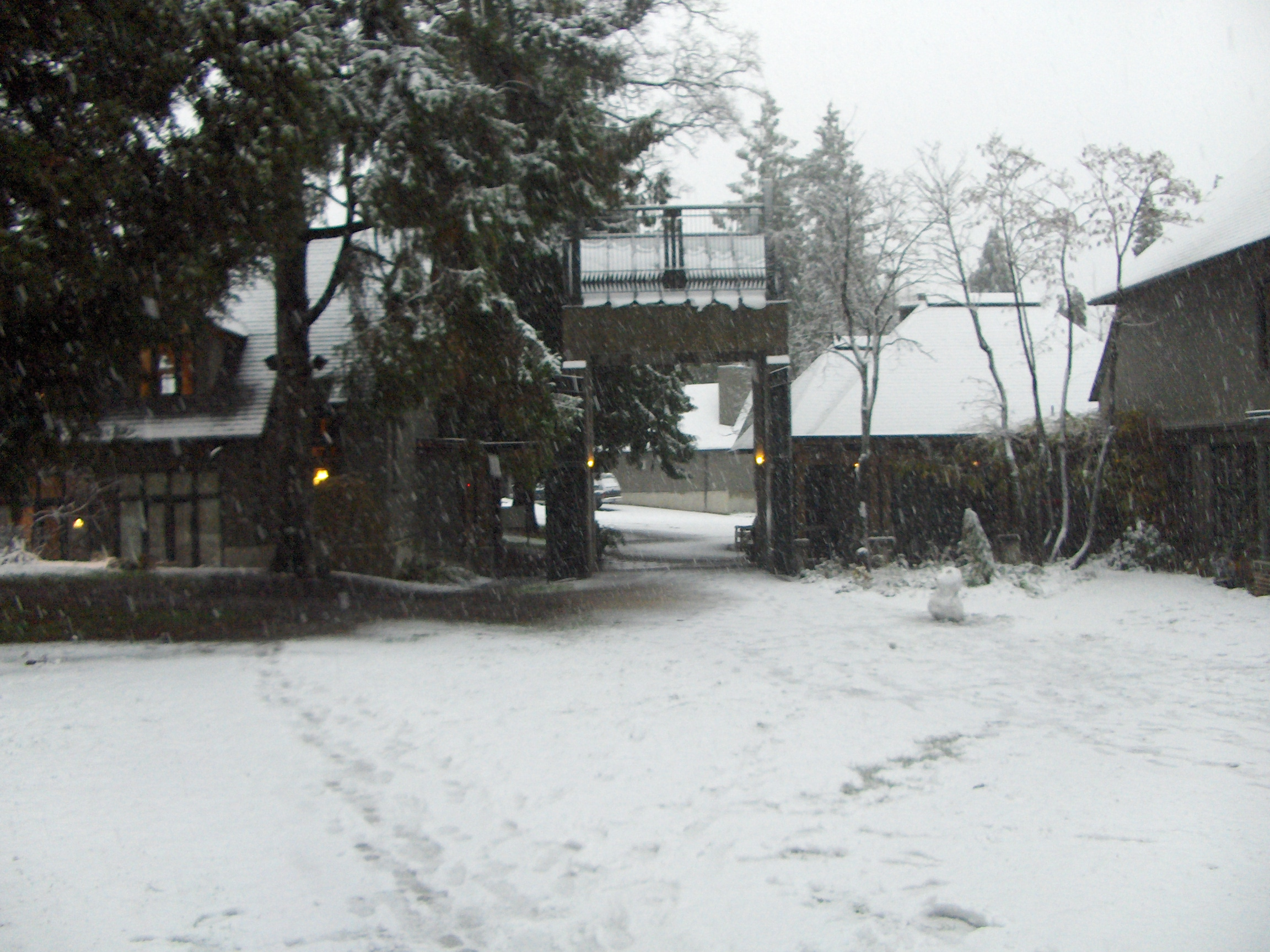
Il cancello principale del Collegio Green, dopo una tempesta di neve

### Borse di ricerca Cecil H. Ida Green
A partire dal primo Visiting Professor del programma Cecil H. and Ida Green, Il premio Nobel Gerhard Herzberg, arrivato nel 1972, più di 180 studiosi hanno usufruito di questo sostegno. I visiting professor, proposti da un docente dell'Università della Columbia Britannica, sono selezionati dal Comitato Accademico del Collegio sulla base dell'eccellenza accademica e della popolarità presso un pubblico più largo. L'obiettivo principale del programma è quello di contribuire allo sviluppo dell'ambiente intellettuale del Collegio e offrire opportunità per i residenti di interagire con studiosi di fama provenienti da altre istituzioni.

### Conferenze accademiche e gruppi interdisciplinari
Ogni anno accademico il Comitato Accademico del Collegio Green definisce un programma di attività caratterizzate dall'interdisciplinarità nella ricerca. Il programma include ogni martedì un evento della Green College Principal's Series, con la presenza di ospiti speciali, il lunedì uno della Green College Members' Series, con la partecipazione di residenti nel Collegio. Inoltre, sono attive le serie degli Scrittori in residenza e dei Giudici in residenza e ad esempio nell'anno accademico 2008/2009, le serie intitolate: Cosmology, Genomics and Society; Law and Society; Modernism and Its Discontents; Nature, History, and Society; Play Chthonics: Contemporary Canadian Readings; Policy Issues in Postsecondary Education; Post-Colonial Research Cluster; Religion in the 21st Century; Science and Society.

### Scrittori in residenza

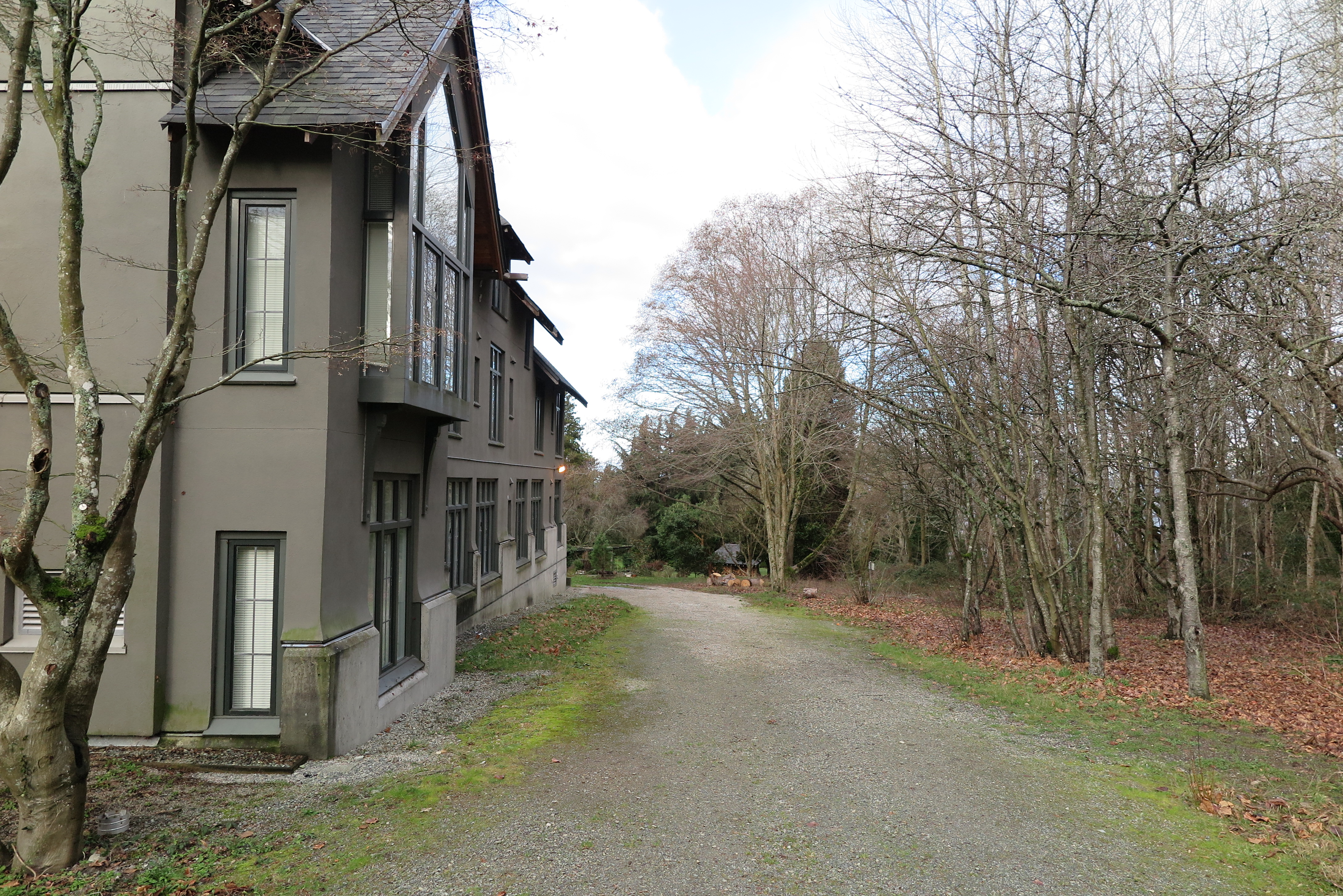
L'edificio Nord delle residenze del Collegio Green, visto dal Bosco

Dal 2000 questo programma ha ospitato scrittori canadesi di tutti i generi. Lo scrittore in residenza collabora con la comunità del Collegio Green attraverso riunioni e seminari, e coordina una serie di letture concordate con il comitato accademico del Collegio e dirette alla comunità dell'UBC e a chiunque sia interessato. Lo scrittore Gary Geddes ha definito il suo periodo nel Collegio Green come un "illuminazione nella sua carriera letteraria". Tra gli scrittori in residenza si contano nomi importanti, come: Merilyn Simonds, Lynn Coady, Roo Borson, Wayde Compton, Karen Connelly, Nalo Hopkinson, Kevin Kerr, Andrea Spalding, and Patricia Robertson.

### Giudici in residenza
Avviato nel 2001, il programma dei giudici in residenza porta al Collegio dei giudici che sono chiamati a partecipare alla vita comunitaria e a proporre presentazioni formali e informali. Tra di giudici, si contano: Charles Gonthier (2001), Beverley McLachlin (Chief Justice del Canada, 2002), Frank Iacobucci (2003), W. Ian Binnie (2004), Rosalie Silberman Abella (2006), Marshall Rothstein (2007) e Robert Singley (2009).

### Attività sociali
Oltre al programma accademico, sono attivi presso il Collegio diversi gruppi e comitati composti da residenti: Comitato per le arti, Comitato per l'ambiente, Comitato per il giardino, Coro del Green College, Comitato per la promozione, Comitato sociale, Comitato per gli Sport, Cinemateca GreenNoir, Comunità FORAGE, e gruppi di conversazione in Francese, Spagnolo e Tedesco. 

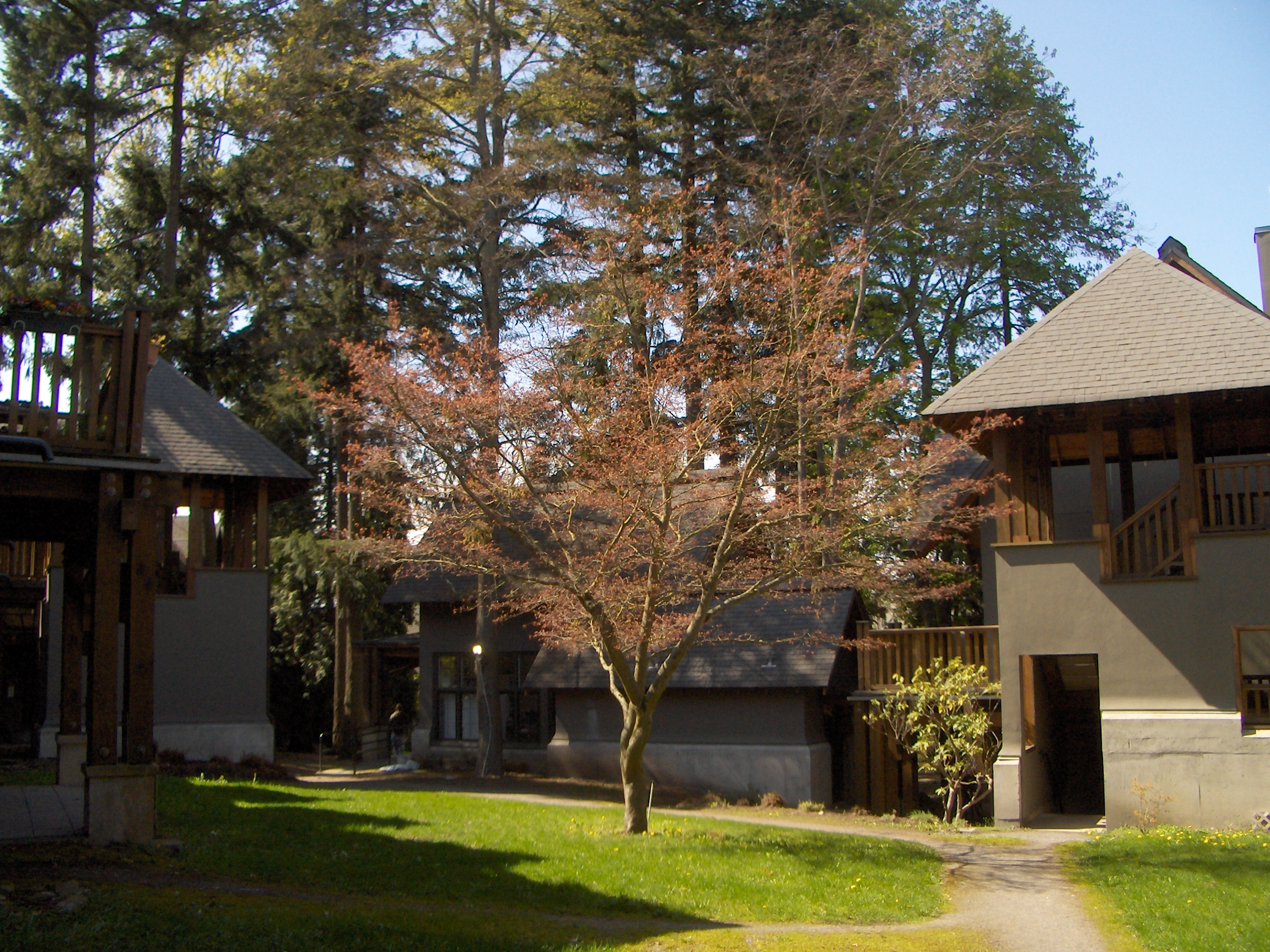
Il cortile tra le residenze, con l'edificio della Cucina comune.

Il Residents’ Council (Consiglio dei residenti) è un comitato di coordinamento composto dai presidenti di tutti i comitati, dal presidente della Dining Society, e da un residente per ciascuno dei Comitati stabili del Collegio (Accademico, selezione dei membri, Media e Comunicazioni) scelto dagli stessi comitati.
Recentemente il Collegio ha avviato un progetto per il benessere psicologico denominato "Movember", sostenuto dal UBC Wellness Centre che ha ospitato diversi eventi per la settimana internazionale della donna, ottenendo attenzione e fondi, e realizzato spettacoli teatrali per raccogliere fondi per iniziative legate alla salute. 

### Riconoscimenti
Nel 1997, un comitato indipendente di revisione ha valutato che il Collegio Green aveva ampiamente superato i propri obiettivi. Il direttore pro-tempore Richard Ericson elogiò in quell'occasione "la creatività e entusiasmo della Dining Society", ovvero della società no-profit composta da residenti che gestisce i programmi alimentari del Collegio. Il "programma stimolante" del Collegio ha vinto un premio Peter Larkin Graduate Program dell'UBC nel 1998.